# Pringleella pleuridioides
Pringleella pleuridioides là một loài rêu trong họ Ditrichaceae. Loài này được Cardot mô tả khoa học đầu tiên năm 1909.